# Guido Gündisch
Guido Gündisch (Nagyszeben, 1884. augusztus 20. – Ulm, 1952. április 9.) erdélyi szász politikus és ügyvéd, a magyar képviselőház tagja. 

## Élete és munkássága
Guido Gündisch az erdélyi szász nemzetiséghez tartozott, Nagyszebenben (Hermannstadt) született 1884. augusztus 20-án. Édesapja Georg Gündisch volt. A budapesti Deák Téri Evangélikus Gimnáziumban kezdte tanulmányait, majd 1899-től Pozsonyban folytatta, ahol 1902-ben érettségizett. 1902-től 1907-ig jogi és államelméleti (politológiai) tanulmányokat folytatott a bécsi, budapesti, berlini és kolozsvári egyetemeken. 1907-től 1910-ig ügyvédbojtárként dolgozott Kolozsvárott, Szentágotán, végül Budapesten, ahol ügyvédi vizsgáját letette. Ezután ügyvédként telepedett le Nagyszebenben, 1917-től pedig Erzsébetvárosban. 1917-től 1945-ig  Budapesten folytatott ügyvédi praxist. A háború vége felé először Drezdába, majd Ausztriába menekült. 1946-ban Ulmba költözött. Ahhoz, hogy ismét ügyvédként dolgozhasson Németországban, 1947-ben Stuttgartban állami jogvizsgát kellett tennie. Ezután ügyvédként dolgozott Ulmban, ahol 1952-ben agyvérzés következtében elhunyt.

## Politikai pályafutása
Az 1876-ban létrehozott Szász Néppárt kormánytámogató politikával próbálta képviselni a szász autonómia 1876-ban történő megszüntetése után is az erdélyi szászság érdekeit. 1890-re szakadás történt a pártban, a „zöldek“-nek nevezett ifjú radikálisok elégedetlenkedtek a párt politikájával, új ellenzéki pártot alakítottak, és kapcsolatot kerestek különböző németországi szervezetekkel. A kivált radikális szász politikusok egyik vezéralakja Guido Gündisch volt. A „zöldek” a „feketék“-nek nevezett konzervatívokkal szemben foglaltak állást, vagyis szorgalmazták az erdélyi szászok és a bánáti svábok közötti együttműködést. 1909 végétől 1910 nyaráig a nagyszebeni választókerület képviselője volt. 1914-től 1918-ig a szentágotai választókerületben szerzett mandátumot. 

## Családja
Gündisch 1909-ben feleségül vette Annie Baumot, aki a későbbi szövetségi belügyminiszter Gerhart Baum családjából származott. Egy fia és egy leánya volt. Fia, Herbert-Jürgen Gündisch később a német Kereszténydemokrata Unió hamburgi képviselője lett.

## Fordítás
Ez a szócikk részben vagy egészben  a   Guido Gündisch című német Wikipédia-szócikk ezen változatának fordításán alapul.  Az eredeti cikk szerkesztőit annak laptörténete sorolja fel. Ez a jelzés csupán a megfogalmazás eredetét és a szerzői jogokat jelzi, nem szolgál a cikkben szereplő információk forrásmegjelöléseként.